# Vilar do Paraíso
Vilar do Paraíso ist ein Ort und eine ehemalige Gemeinde (Freguesia) im Nordwesten Portugals.
Vilar do Paraíso gehört zum Kreis Vila Nova de Gaia im Distrikt Porto. Die Gemeinde hatte eine Fläche von 5,3 km² und 13.855 Einwohner (Stand 30. Juni 2011).
Mit der Gebietsreform vom 29. September 2013 wurden die Gemeinden Vilar do Paraíso und Mafamude zur neuen Gemeinde União das Freguesias de Mafamude e Vilar do Paraíso zusammengeschlossen.
Der vor allem in China tätige Jesuitenmissionar João de Deus Ramalho starb 1958 hier.